# Platypalpus palmeni
Platypalpus palmeni är en tvåvingeart som beskrevs av Frey 1943. Platypalpus palmeni ingår i släktet Platypalpus och familjen puckeldansflugor.
Artens utbredningsområde är Österrike. Inga underarter finns listade i Catalogue of Life.